# Candinata
Candinata is een bestuurslaag in het regentschap Purbalingga van de provincie Midden-Java, Indonesië. Candinata telt 5090 inwoners (volkstelling 2010).